# Asla
Asla (o Assela) è un comune dell'Algeria, situato nella provincia di Naâma.